# NetBAU
NetBAU ist eine Software zur Erstellung von Ausschreibung, Vergabe und Abrechnung (AVA) von Bauleistungen. Eingesetzt wird die Software von Architekten, Ingenieuren und Bauplanern in Städten und Gemeinden, Unternehmen der Bauindustrie, Hochschulen und Fernsehsendern. Die Software ist kompatibel mit allen Microsoft-Office-Produkten bis zur 64-Bit Version und verfügt über editierbare Druckansichten. Die Gestaltung der Oberfläche von NetBau orientiert sich an der Microsoft-Oberfläche.

## Geschichte
Bereits unter DOS Betriebssystemen bestand die Möglichkeit, Skizzen im Text einzufügen. Die erste AVA-Software, die unter Windows lief, erschien zu Beginn der 1990er Jahre unter dem Namen WinAVA auf dem Markt. Im Jahr 1999 wurde WinAVA durch die NetBAU-Software ersetzt. Netbau war die erste Bausoftware auf dem Markt mit einer Rückgängigfunktion. So können in allen Modulen Eingaben unabhängig von der Reihenfolge rückgängig gemacht werden. Im Jahr 2012 wurde das Produkt SIDOUN Globe entwickelt und ist heute die aktuelle Bausoftware von SIDOUN International.
2006 wurde WinAVA/NetBAU in einem Vieweg-Lehrbuch zur Baubetriebslehre zusammen mit ARRIBA von RIB und Allright von Nemetschek als die drei AVA-Standardanwendungen genannt.

## Produktbeschreibung und Funktionalität
Die AVA-Software NetBAU bildet die Bereiche Ausschreibung, Vergabe, Abrechnung, Kostenmanagement, Preisspiegel, Gebäudemodell, Rechnungsjournal und den integrierten Kostenkatalog nach DIN 276 in einem Programm ab. Dabei können beliebig viele individuelle Kosten-Kontenrahmen (z. B. AKS) auf Anfrage parallel zu den DIN-276-Standards eingerichtet werden. Die einzelnen Arbeitsprozesse werden optimiert, indem relevante Daten einmalig eingepflegt und in allen Ansichten verwendet werden.
Die Software deckt den gesamten Planungsprozess in allen Leistungsphasen der Honorarordnung für Architekten und Ingenieure (HOAI) ab. NetBAU enthält alle gängigen Währungen und ist daher für internationale Projekte einsetzbar. Für ein Projekt kann eine Leitwährung definiert werden. NetBAU ist in der Bedienung mehrsprachig.

## Anpassung und Schnittstellen
Aufgrund der .Net-Framework-Programmiersprache ist die Software in ihrer Beschaffenheit flexibel und an spezielle Kundenwünsche und -bedürfnisse anpassbar. Es können beispielsweise bestehende Druckvorlagen erweitert als auch bestehende Eigenschaften von Tabellenfelder geändert werden. Die Software ermöglicht frei programmierbare Eingabeprüfung sowie die Definition von Filtern und Bildschirmoberfläche. Die einzelnen Module zeichnen sich durch individuelle Tabellenfelder und rechnende Felder aus. In NetBAU können zusätzlich eigene Druckmasken, Textvorlagen und Variablen exportiert werden.
Schnittstellen existieren zu:
- GAEB (90, 2000, XML) D81, 83, 84, 85, 86 mit GAEB-Toolbox 3.11 von MWM,
- REB DA11/DA12
- Datanorm
- Excel/Word
- STLB/STLB-Bau/STLK/Sirados/Heinze